# Paris (The Cure)
Paris is een livealbum van de Britse newwaveband The Cure. Het album werd opgenomen in 1992 in Parijs tijdens de tournee Wish en kwam uit in 1993.
In tegenstelling tot Show dat meer popnummers bevat, draait Paris vooral om oudere cultklassiekers van The Cure.

## Nummers
1. "The Figurehead" (Pornography)
2. "One Hundred Years" (Pornography)
3. "At Night" (Seventeen Seconds)
4. "Play for Today" (Seventeen Seconds)
5. "Apart" (Wish)
6. "In Your House" (Seventeen Seconds)
7. "Lovesong" (Disintegration)
8. "Catch" (Kiss Me, Kiss Me, Kiss Me)
9. "A Letter to Elise" (Wish)
10. "Dressing Up" (The Top)
11. "Charlotte Sometimes" (Alleenstaande single)
12. "Close to Me" (The Head on the Door)

## Samenstelling
- Robert Smith - Zang, gitaar
- Simon Gallup - Basgitaar
- Porl Thompson - Gitaar
- Boris Williams - Drums
- Perry Bamonte - Keyboards, gitaar